# Toyo Tsutsuli
Toyo Tsutsuli (nombre en chino, Fong Juei, Yang?, nacido el 14 de julio en Taipéi) es un cantante indie, compositor, director de cine y artista taiwanés. Debido a que su participación musical pasó al centró del mercado musical de Japón, su primer nombre en chino fue utilizado como su nombre artistístico en la pronunciación japonesa. Toyo nació en una familia taiwanesa, de padre taiwanés y madre holandesa. Toyo habla tres idiomas, chino, inglés y Japonés.

## Discografía

### Álbum
| Fecha de lanzamiento | Álbum de estdudio | Disponibilidad         |
| -------------------- | --- | ---------------------- |
| 2010-10-02           | Surreal Party - tracks:13 - Are you coming - Hey Girl - Miss u Miss - Flavor - BIRD - Certain Night - HUSH! - Twilight - WONDER - Fake Heaven - EVERY YOU - Sweet Liar - WONDER (fairyland mix) | iTunes amazon Audio CD |

### Videos musicales
| Fecha de lanzamiento | título de canciones                    | versiones |
| -------------------- | -------------------------------------- | --------- |
| 2010-03-01           | WONDER                                 | Clip      |
| 2010-06-02           | Flavor                                 | Full      |
| 2010-09-01           | EVERY YOU                              | Full      |
| 2010-11-29           | Certain Night                          | Full      |
| 2011-02-02           | Twilight                               | Full      |
| 2011-04-09           | Live again(For Japan after earthquake) | Full      |

## Premios
- Youtube - # 1 más suscripciones (Siempre) - Taiwán - Músicos
- Noticias - # 10 Con más suscripciones (Siempre) - Partners - Taiwán
- Noticias - # 16 Con más suscripciones (Siempre) - Taiwán
- ReverbNation - # 1 - Comienzo de la página electrónica / artistas de la danza de clasificación - Reino Unido
- sidetrackrecords.com - característica de la página principal artista de septiembre de 2010 - EE. UU.